# Johannes Hanselmann

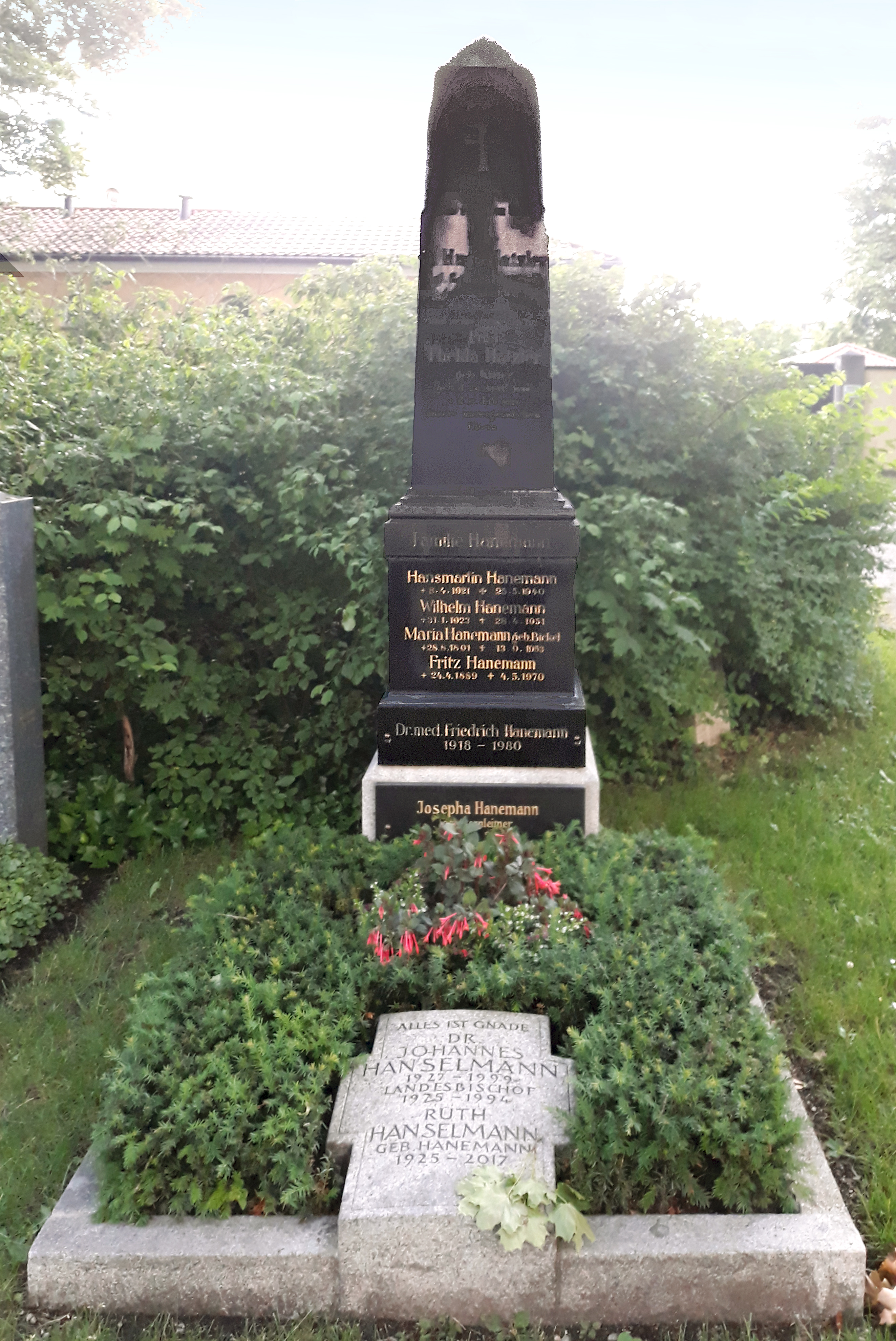
Das Grab von Johannes Hanselmann und seiner Ehefrau Ruth geborene Hanemann im Familiengrab der Schwiegereltern auf dem Münchner Nordfriedhof

Johannes Hanselmann (* 9. März 1927 in Ehingen am Ries; † 2. Oktober 1999 in Rotthalmünster) war von 1975 bis 1994 Landesbischof der Evangelisch-Lutherischen Kirche in Bayern, der drittgrößten Kirche der Evangelischen Kirche in Deutschland (EKD).
Von 1978 bis 1987 war er Vizepräsident, von 1987 bis 1990 Präsident des Lutherischen Weltbundes. 1991 bis 1994 war er Catholica-Beauftragter (Beauftragter für den Dialog mit der römisch-katholischen Kirche) der Vereinigten Evangelisch-Lutherischen Kirche Deutschlands (VELKD).

## Leben
Hanselmann studierte von 1946 bis 1949 Evangelische Theologie und Philosophie an der Universität Erlangen sowie von 1949 bis 1950 als Stipendiat der lutherischen Kirchen Nordamerikas am Wittenberg-Seminar in Springfield, Ohio. Seine Magisterarbeit beschäftigte sich mit theologischer Anthropologie, seine Dissertation am Hartford Seminary Foundation mit Heideggers Fundamentalontologie und ihren theologischen Implikationen.
Hanselmann arbeitete als Pfarrer in Coburg und Grub am Forst. Weitere Stationen waren ab 1966 die Leitung des „Hauses der Kirche“ der Evangelischen Kirche in Berlin-Brandenburg in West-Berlin und 1974 die Berufung zum Oberkirchenrat und Kreisdekan für den Kirchenkreis Bayreuth. Am 28. September 1975 wurde er in der St.-Lorenz-Kirche in Nürnberg in sein Amt als Landesbischof eingeführt. Der evangelische Theologe war von 1975 bis 1994 Bischof der Evangelisch-Lutherischen Kirche in Bayern (ELKB) sowie von 1987 bis 1990 Präsident des Lutherischen Weltbundes. Höhepunkte während seines Wirkens waren die Einladungen zum ökumenischen Treffen nach München Von Neubeginn zu Neubeginn 1993–1994 mit 80.000 Teilnehmern und die Kirchentage Zur Hoffnung berufen (in Anlehnung an Eph 4,4) 1979 mit 78.860 Dauerteilnehmern in Nürnberg und Nehmet einander an (Röm 15,7) 1993 in München mit 124.338 Dauerteilnehmern. Der Einladung zum Christival 1988 nach Nürnberg folgten 18.500 Dauerteilnehmer auf das ehemalige Reichsparteitagsgelände.
In den Auseinandersetzungen um die Wiederaufarbeitungsanlage Wackersdorf in den 1980er Jahren bezog Hanselmann keine einseitige Position, da er als Landesbischof für alle Gemeindeglieder gleichermaßen zuständig sei.
Johannes Hanselmann starb am 2. Oktober 1999. Sein Grabmal befindet sich auf dem Münchner Nordfriedhof.

## Privates
Hanselmann war verheiratet mit Ruth Hanselmann, geb. Hanemann. Das Paar hatte vier Kinder: Matthias, Paul-Gerhardt, Jörg-Steffen und Ruthild Andrea.

## Kritik
Wie das Münchner Sonntagsblatt und die Frankfurter Rundschau berichteten, habe ein Oberkirchenrat aus dem Landeskirchenamt, Karl Heun (1923–2015), wiederholt mit Sekretärinnen sexuelle Handlungen ohne deren Einwilligung vorgenommen. Eine habe sich trotz der Angst, ihren Job zu verlieren, 1976 an den Landesbischof gewandt, der aber nichts unternommen habe, sodass Heuns Übergriffe weitergingen: „Von diesem Zeitpunkt an war für die betroffene Frau klar, dass sie mit niemandem mehr in der Landeskirche über das Geschehen reden kann.“ Hanselmann wusste nicht, dass Heun bereits 1964 bis 1965 in seiner Amtszeit als Pfarrer an der Christuskirche in Hof eine Konfirmandin mehrfach sexuell missbraucht hatte. 1988 verabschiedete er den Oberkirchenrat mit lobenden Worten in den Ruhestand. Beim Disziplinarverfahren gegen Heun im Jahr 2011 zeigte sich die bayerische Disziplinarkammer über das Versagen des Landesbischofs entsetzt.

## Auszeichnungen
Der Fachbereich Evangelische Theologie der Ludwig-Maximilians-Universität München verlieh Hanselmann für seine theologisch-wissenschaftliche Arbeit und die Umsetzung der daraus resultierenden Erkenntnisse für das Gemeindeleben 1976 die Ehrendoktorwürde.
- 1977: Bayerischer Verdienstorden
- 1989: Großes Bundesverdienstkreuz
- 1999: Silbernes Ehrenzeichen des Landes Oberösterreich
- Goldener Ehrenring der Stadt Bayreuth

## Schriften (Auswahl)
- Kleines Lexikon kirchlicher Begriffe. Claudius-Verlag, München 1969.
- Keine Angst vor Pfarramtsführung. Organisieren, delegieren, rationalisieren. Eine Handreichung für Pfarrer und kirchliche Mitarbeiter. Claudius-Verlag, München 1971.
- Stückwerke. Ermutigungen für den Tag. Johannes Kiefel Verlag, Wuppertal-Barmen 1974.
- Mit Ihm Reden. Gebete zu den Wochensprüchen des Kirchenjahres. Christlicher Zeitschriftenverlag, Berlin 1974.
- Wie durch einen Spiegel. Johannes Kiefel Verlag, Wuppertal-Barmen 1977.
- als Hrsg.: „Keiner will schuld sein“. Lesestücke zu Schuld und Schicksal. Schriftenmissions-Verlag, Gladbeck 1977.
- mit Werner Jentsch: Glaube konkret. Katechismusbriefe. Evangelische Buchhilfe, Vellmar 1977.
- Dann werde ich erkennen. Ermutigungen für dem Tag. Johannes Kiefel Verlag, Wuppertal-Barmen 1978.
- mit Dietrich Rössler: Gelebte Religion. Fragen an wissenschaftliche Theologie und kirchenleitendes Handeln. Chr. Kaiser Verlag, München 1978.
- Überlegungen zur Pfarrersehe. München 1979.
- Ein Netz knüpfen. Ermutigungen für den Tag. Johannes Kiefel Verlag, Wuppertal-Barmen 1980.
- mit Peter Helbich: Jedes Wort kann ein Anfang sein. Von den Wirkungen des gedruckten Wortes. R. Brockhaus, Wuppertal 1982.
- Der Herr gibt meiner Seele Kraft. Fotokunst-Verlag Groh, München 1982.
- Lichtsignale. Ermutigungen für den Tag. Johannes Kiefel Verlag, Wuppertal-Barmen 1982.
- als Hrsg., mit Peter Helbich: Martin Luther. Lebensworte. Quell Verlag, Stuttgart 1983.
- Signale der Hoffnung, mit Fotos von Reinhold Schönemund. Schriftenmissions-Verlag, Neukirchen-Vluyn 1984.
- mit Alfred Albinger: Wer dennoch Wurzeln schlägt. Fotokunst Verlag Groh, Wörthsee bei München 1985.
- als Hrsg., mit Peter Helbich: Lebenstage. Ein Begleiter durch das Jahr. Gütersloher Verlagshaus, Gütersloh 1986.
- Brücken zum Frieden. R. Brockhaus, Wuppertal 1986.
- mit Uwe Swarat und Samuel Rothenberg: Fachwörterbuch Theologie. R. Brockhaus, Wuppertal 1987.
- mit Elisabeth Fuchs-Hauffen: Der Herr gibt meiner Seele Kraft. Fotokunst Verlag Groh, Wörthsee bei München 1987.
- Die Zehn Gebote. Damit wir leben können. R. Brockhaus, Wuppertal 1987.
- Auf dem Weg mit Martin Luther. Hans Venus, München 1987.
- mit Günther von Lojewski: Kirche und Politik - kontrovers. Eine Diskussion. Olzog, München 1988.
- Friede auf Erden. Vom Licht der Weihnacht Gütersloher Verlagshaus, Gütersloh 1989.
- Neue Kraft schöpfen Gütersloher Verlagshaus, Gütersloh 1990.
- Das ist gewißlich wahr. Martin Luther zum Gedächtnis. J. P. Peter, o. O. o. J. [1990].
- In jeder Sekunde geborgen. Ein Begleiter in Tagen der Krankheit. Evangelische Buchhilfe, Vellmar 1990.
- Das Licht des Lebens. Konstanzer Weihnacht. Christliche Verlagsanstalt, Konstanz 1991.
- Die Angst überwinden. Gütersloher Verlagshaus, Gütersloh 1991.
- Wie laut dich auch der Tag umgibt… Ein evangelisches Monatsbrevier. Claudius-Verlag, München 1992.
- Gott muss man mehr gehorchen. Leben in der Nachfolge Jesu. Christliche Verlagsanstalt, Konstanz 1992.
- Seht dies Wunder. Ein Weihnachtsbuch. R. Brockhaus, Wuppertal 1992.
- Jeder Tag mit Gott. Im Wandel der Jahreszeiten. Christliche Verlagsanstalt, Konstanz 1993.
- Nehmet einander an. Gütersloher Verlagshaus, Gütersloh 1993.
- Christus ist unser Friede. Gütersloher Verlagshaus, Gütersloh 1993.
- Bischofsworte für den Alltag. Bedenkenswertes aus 19 Amtsjahren. Claudius-Verlag, München 1994.
- Seine Barmherzigkeit hat kein Ende. Gütersloher Verlagshaus, Gütersloh 1995.
- Was nützt es einem Menschen, wenn er die ganze Welt gewinnt und dabei sich selbst verliert? Gütersloher Verlagshaus, Gütersloh 1996.
- Lebt in der Liebe wie auch Christus uns geliebt hat. Kiefel Verlag, Gütersloh 1997.
- Bei dir ist die Quelle des Lebens. Andachten zu den Wochensprüchen. Claudius-Verlag, München 1997.
- Siehe, ich bin bei euch alle Tage bis an der Welt Ende. Kiefel, Gütersloh 1998.
- Die Rechtfertigungsbotschaft in Vergangenheit und Gegenwart. Überlegungen zur „Gemeinsamen Erklärung“. 1998.
- Wenn ihr mich von ganzem Herzen suchen werdet, so will ich mich von euch finden lassen. Kiefel/Gütersloher Verlagshaus, Gütersloh 1999.
- Ja, mit Gottes Hilfe: Lebenserinnerungen. Claudius-Verlag, München 2000, ISBN 3-532-62249-1.